# Čunovo
Čunovo (Hongaars:Dunacsún) is een stadsdeel van Bratislava en maakt deel uit van het district Bratislava V. Čunovo telt 919 inwoners. 
Tot 1947 behoorde het dorp toe tot Hongarije. Met het tekenen van de vrede van Parijs werd het dorp samen met nog twee andere dorpen toegewezen aan Slowakije om de hoofdstad Bratislava te voorzien van een bruggenhoofd aan de overzijde van de Donau.
Eerder waren de Kroaten de belangrijkste bevolkingsgroep, tegenwoordig zijn de Slowaken met 70% van de bevolking de belangrijkste groep. De Kroaten vormen nu een minderheid van 16% gevolgd door de Hongaren met 10%.
Ten noordoosten van het dorp ligt bij de Donau het Danubiana Meulensteen Art Museum van de Nederlandse mecenas Gerard Meulensteen.
Districten: Bratislava I · Bratislava II · Bratislava III · Bratislava IV · Bratislava V

Stadsdelen: Čunovo · Devín · Devínska Nová Ves · Dúbravka · Jarovce · Karlova Ves · Lamač · Nové Mesto · Petržalka · Podunajské Biskupice · Rača · Rusovce · Ružinov · Staré Mesto · Vajnory · Vrakuňa · Záhorská Bystrica